# 1140年代
1140年代（せんひゃくよんじゅうねんだい）は、西暦（ユリウス暦）1140年から1149年までの10年間を指す十年紀。

## できごと

### 1140年
- スコットランド王デイヴィッド1世がイングランドよりカーライルの貨幣鋳造所を支配下に納め、スコットランドで初めてコインを製造。
- 西行が23歳で出家。

### 1142年
- 紹興の和議（南宋と金の和議）。
- 崇徳天皇が譲位し、第76代近衛天皇が即位。

### 1143年
- アフォンソ1世が即位、ポルトガル王国成立。

### 1144年
- モースル太守ザンギーが十字軍国家エデッサ伯領を征服。

### 1145年
- 『三国史記』が完成。

### 1147年
- 第2回十字軍(-1149年）。
- ムワッヒド朝がムラービト朝を滅ぼす。
- ポルトガル王アフォンソ1世がリスボン攻防戦でリスボンをイスラム勢力から奪回（レコンキスタの一環）。

### 1148年
- シチリア王国が北アフリカのマフディーヤを制圧しズィール朝（ジーリー朝）が滅亡。